# بخش براگادو
بخش براگادو پارتیدو (به اسپانیایی: Partido de Bragado) یک منطقهٔ مسکونی در آرژانتین است که در استان بوئنوس آیرس واقع شده‌است. بخش براگادو پارتیدو ۲٬۲۳۰ کیلومتر مربع مساحت و ۴۰٬۲۵۹ نفر جمعیت دارد.